# 復興鄉 (鄰水縣)
復興鄉（復興公社），是四川省鄰水縣曾经下辖的一个乡。

## 沿革[1]
- 明洪武十四年（1381年），編110戶編為1里，10戶為1甲。鄰水分4鄉，編戶16里。北為復興鄉，轄復興、太安、荊山、會賢4里。
- 清初．鄰水人煙稀少，僅編2里(上曰鄰山裡，下曰石船里)5鄉。北為復興鄉，接廣安縣界。
- 道光十四年（1834年），全縣有36場,為冷家渡場。
- 民國4年(1915年)，因地方不靖，設5個保衛區，冷家鄉屬第五保衛區。
- 民國24年(1935年)，冷家鄉改復興鄉。
- 1949年12月，柑子區人民政府即建立了復興鄉公所。1953年4月24日，復興鄉公所改稱復興鄉人民政府，隸屬第一區(城北區)公所領導。1956年1月16日，復興鄉人民政府改稱復興鄉人民委員會，並劃歸柑子區公所領導。1958年9月22日，復興鄉人委改稱復興人民公社。1966年5月「文革」開始後，復興人民公社工作受到干擾。1967年3月，由公社武裝幹部和群眾代表主持成立了復興人民公社生產辦公室，負責公社日常工作。1969年2月19日，经县人武部党委批准，复兴人民公社革命委员会成立。
- 1976年10月粉碎「四人幫」後，復興人民公社的行政組織機構仍然是革命委員會。1981年3月，縣委決定撤銷復興人民公社革委會，建立復興人民公社管理委員會。管委會設主任、副主任。1981年12月，為了在一個地區內公社不重名，達縣地區行署改復興人民公社管委會為冷家人民公社管委會。1984年1月，根據中共中央體制改革要求，縣委又決定撤銷冷家人民公社管委會，建立冷家鄉人民政府。